# Івашківка (Чернігівський район)
Іва́шківка (рос. Ива́шковка) — село в Україні, у Тупичівській сільській громаді Чернігівського району Чернігівської області (з 1944 по 1946 рік включно село відносилося до Ріпкинського району)

## Географія
Розташована в 31 км від залізничної станції Городня. Населення 1500 осіб. Сільраді до 2020 були підпорядковані села Довге і Перше-Травня.
Найближча залізнична станція — Халявин (лінія Гомель-Чернігів), 20 км.

## Історія
Село засноване в 1638 р.
Універсалом гетьмана Івана Мазепи від 28 квітня 1699 передана генеральному бунчужному Івану Скоропадському (майбутньому гетьману). До цього належала тестю Івана Скоропадського полковому есаулу Никифору Калениковичу.
Івашківка вперше згадується в документах за 1639 р. Радянська влада встановлена в грудні 1917 р. у січні 1919 р. тут дислокувався 1-й батальйон Богунського полку. В кінці серпня 1941 р. в районі Івашківки йшли запеклі бої. 2-й дивізіон 357-го легкоартилерійського полку піддався раптовому нападу фашистських танків. Навідник Бригада знищив три танки. Вже будучи пораненим, він підбив четвертий танк. Намагаючись взяти в полон пораненого бійця, фашисти артилерійським вогнем розбили гармату. Віддавши перевагу смерті полоні, Бригада з криком «Прощайте, товариші!» зник у хаті, охоплені полум'ям. У вересні 1943 р. в районі сіл Івашківки, Куликівки і Першотравня, де противник створив вузол опору, частини 7-го гвардійського кавалерійського корпусу вели важкі, затяжні бої з мотопіхотою і танками противника. Було звільнено 800 військовополонених і мирних громадян, яких фашисти намагалися викрасти на каторгу. Під Куликовкою поранений в голову і руку командир шабельного ескадрону 54-го гвардійського кавалерійського полку 14-ї гвардійської кавалерійської дивізії молодший лейтенант вірменин Г. М. Арзуманов, повів своїх бійців в атаку. У цьому бою він загинув. Геройський подвиг в бою за Куліківку здійснив командир шабельного взводу цього ж полку гвардії лейтенант А. В. Тарасенко (російський). Він підбив ворожий танк, а потім повів кіннотників в атаку на село. Був двічі поранений, помер у госпіталі. Г. М. Арзуманову (похований у c. Макишині) і А. І. Тарасенко посмертно присвоєно звання Героя Радянського Союзу. На фронтах Великої Вітчизняної війни і в партизанських загонах билися 467 місцевих жителів, 126 з них нагороджені орденами і медалями СРСР, загинула 341 людина.
На території Івашківки була розміщена центральна садиба колгоспу ім. Жданова, за яким закріплено 5955 га сільськогосподарських угідь, у тому числі 3404 га орної землі. Господарство вирощувало зернові, картопля, льон. Розвинене виробництво молока і м'яса. За трудові досягнення 38 колгоспників нагороджені орденами і медалями СРСР, у тому числі орденом Леніна — ланкова М. А. Качная орденами Леніна і Жовтневої Революції — свинарка М. Ф. Пиріг, орденом Жовтневої Революції — рядовий колгоспник В. Ф. Романенко, орденом Трудового Червоного Прапора — заступник керуючого відділенням № 1 М. В. Гримуд і слюсар А. С. Потапенко, ланкова Н. В. Півень. Голові колгоспу Г. Є. Колінько присвоєно звання заслуженого агронома УРСР.
Дві партійні організації включали 87 комуністів, комсомольська — 139 членів ВЛКСМ. Партійний осередок створений у 1918, комсомольський — в 1920 році.

### Незалежна Україна
Із розвалом СРСР і колгоспів життя на селі ускладнилося. Але з часом у сусідньому селі Вихвостів СТОВ "Віра" настільки розвинулося, що там треба були додаткові робітники. Тому частина івашківців почала там працювати. Село (як і Вихвостів та Куликівка) виглядають дуже добре, на відміну від сусідніх закинутих сіл.
У 2019-2020 роках село входило до Вихвостівської ОТГ.
Відповідно до розпорядження Кабінету Міністрів України № 730-р від 12 червня 2020 року «Про визначення адміністративних центрів та затвердження територій територіальних громад Чернігівської області», увійшло до складу Тупичівської сільської громади.

## Інфраструктура
В селі є середня школа (27 вчителів і 282 учнів), будинок культури з залом на 250 місць, бібліотека з книжковим фондом 10 тис. примірників, фельдшерсько-акушерський пункт, 2 магазини, відділення зв'язку, АТС на 150 номерів.
В Івашківці встановлено 2 пам'ятники та 2 обеліски на честь полеглих воїнів-односельців та радянських воїнів, які віддали життя в боях за село.

## Уродженці Івашківкі
- Тут народився учасник військового параду російських військ 10.09.1815 р. під містом Вертю і голова Вологодської палати цивільного і кримінального суду[3] Павло Дмитрович Пузиревський-Пузан (14.12.1798 р., с. Ивашковка (Івашків), Городнянський повіт, Чернігівська губернія — † 09.03.1878 р., Вологда).
- Байдала Ніна Іванівна — депутат Верховної Ради УРСР 9-10-го скликань.
- Ліхапол Валентин Андрійович (н. 1938) — білоруський архітектор.

## Галерея

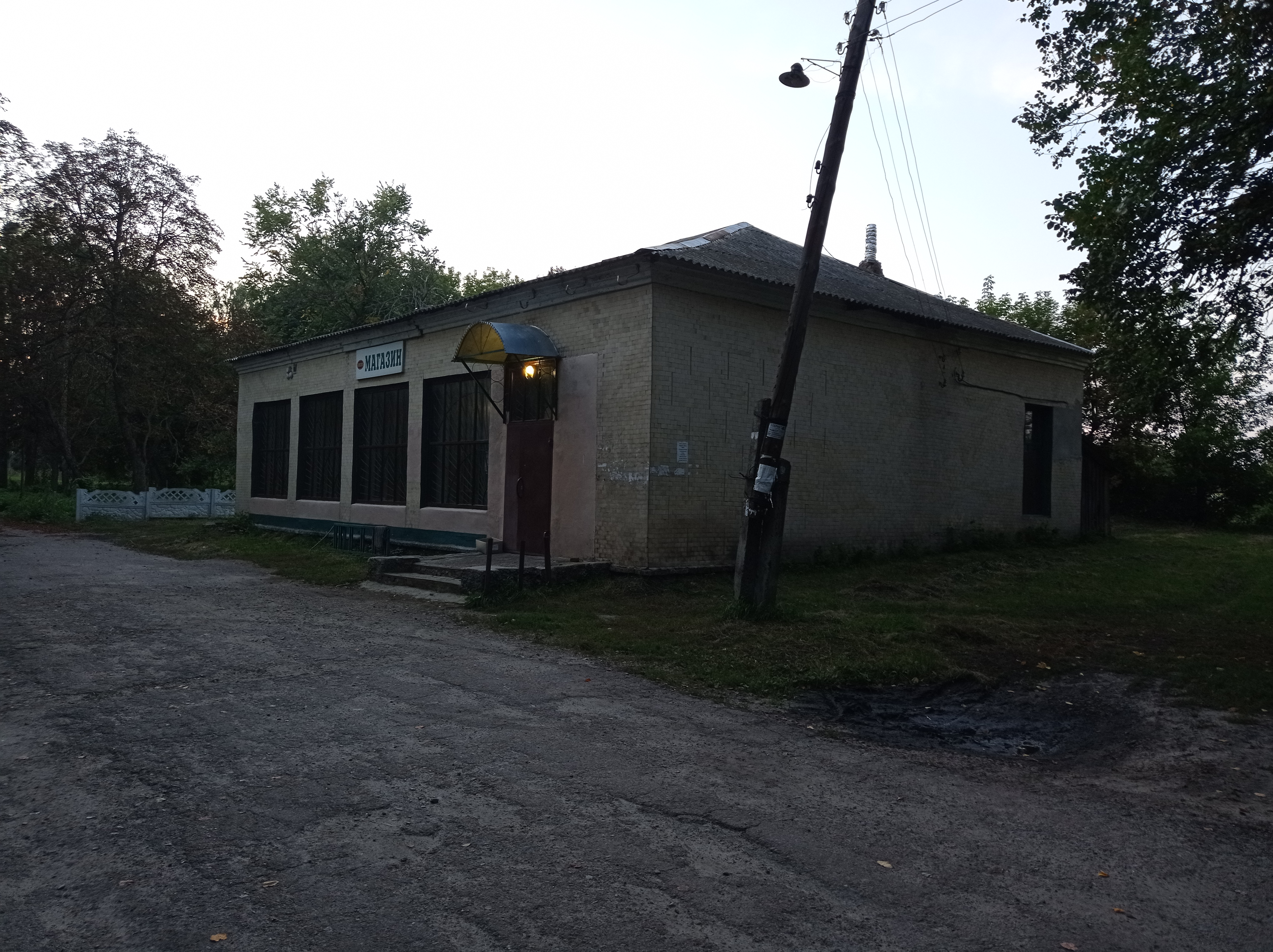
Магазин
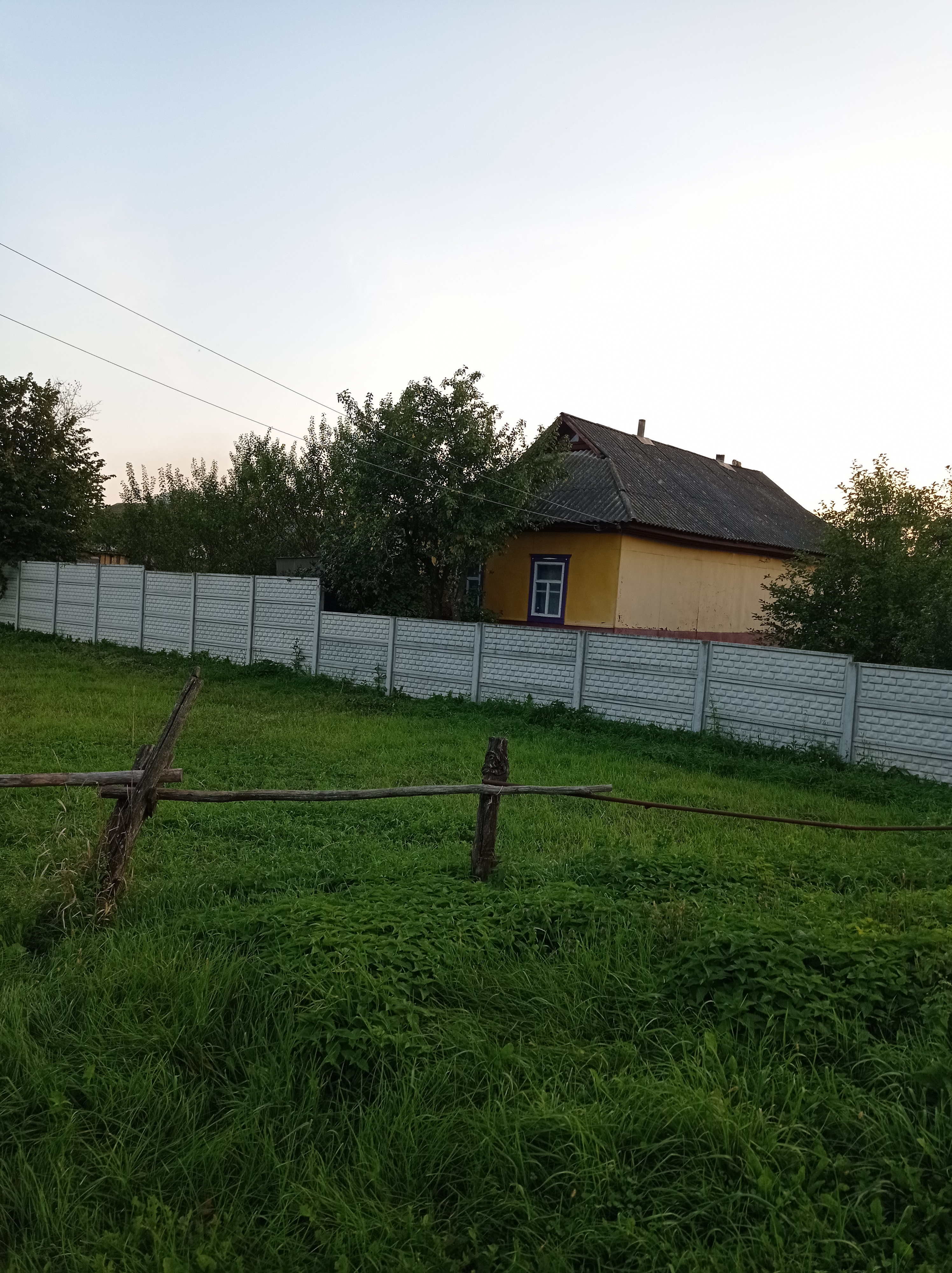
Одна з хат
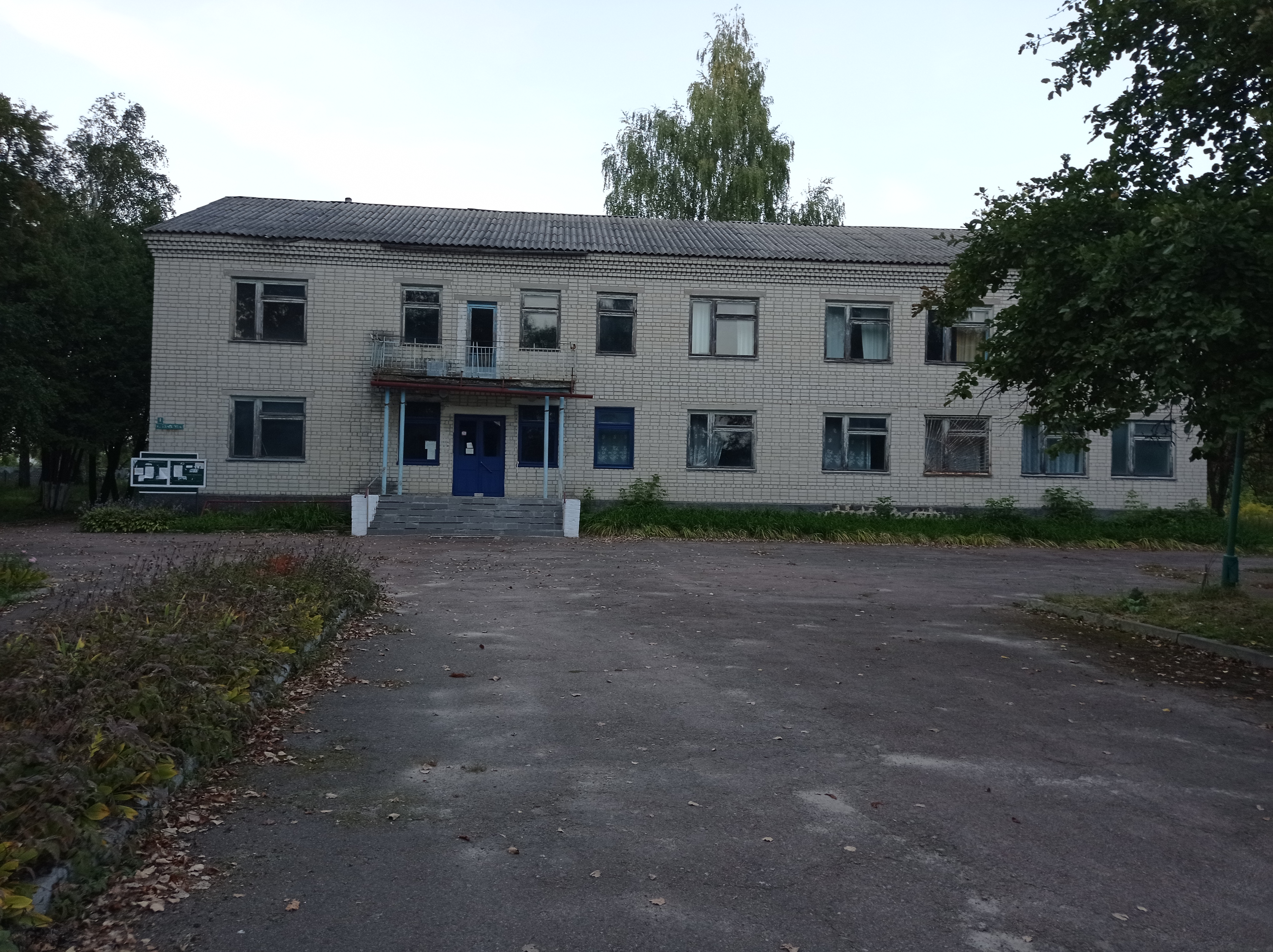
Сільрада
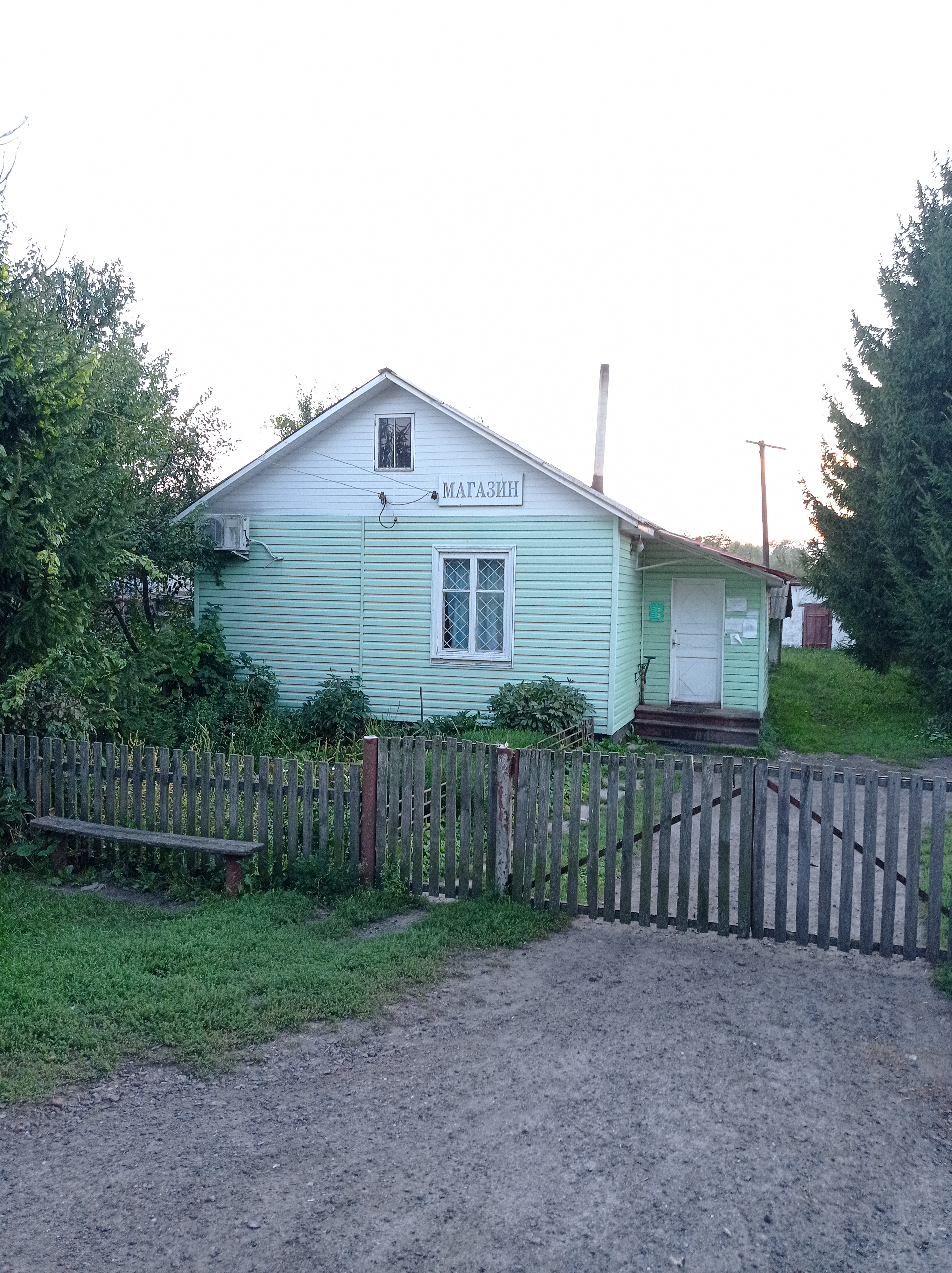
Продуктовий магазин
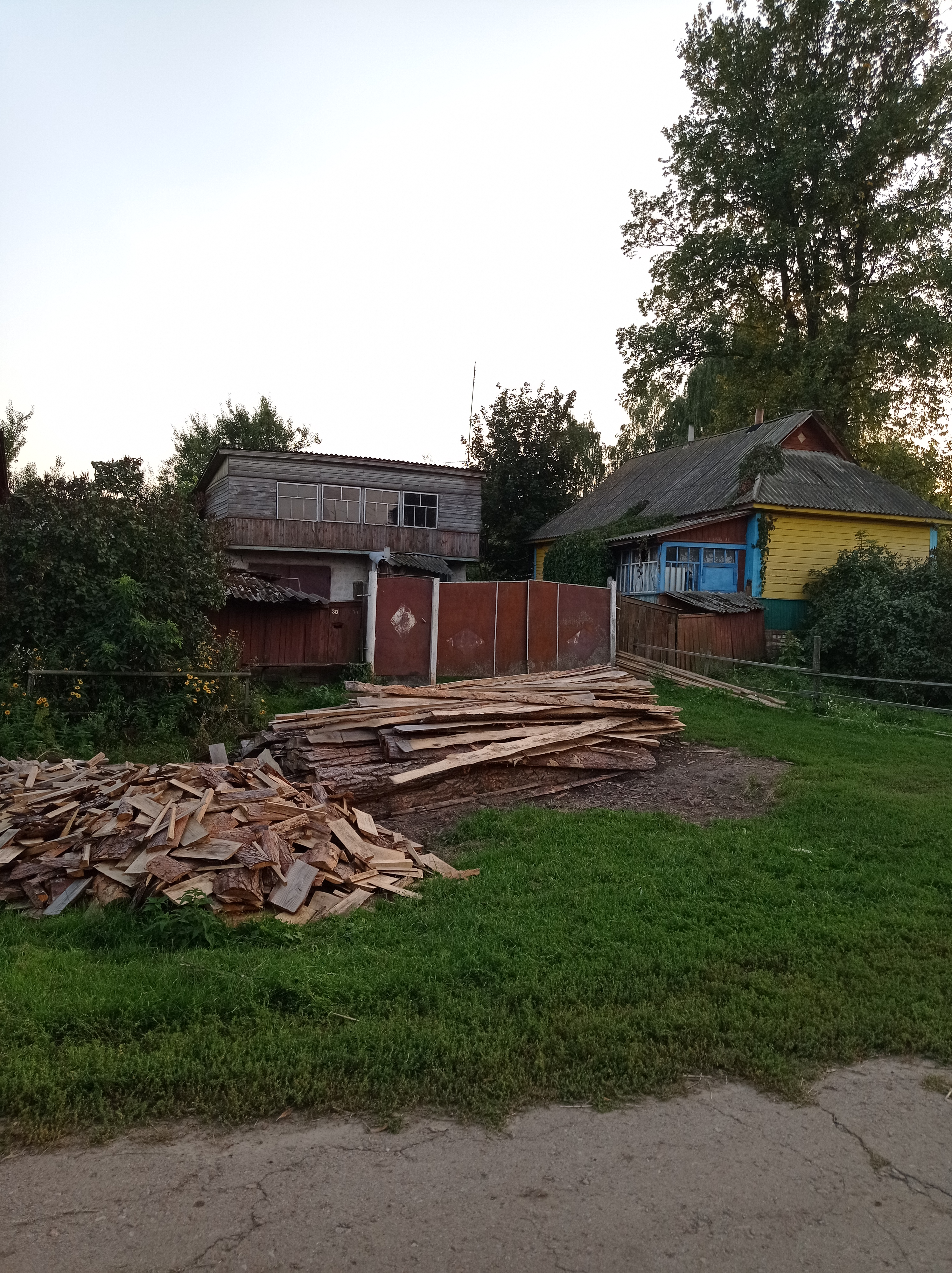
Одна з типових хат увечері
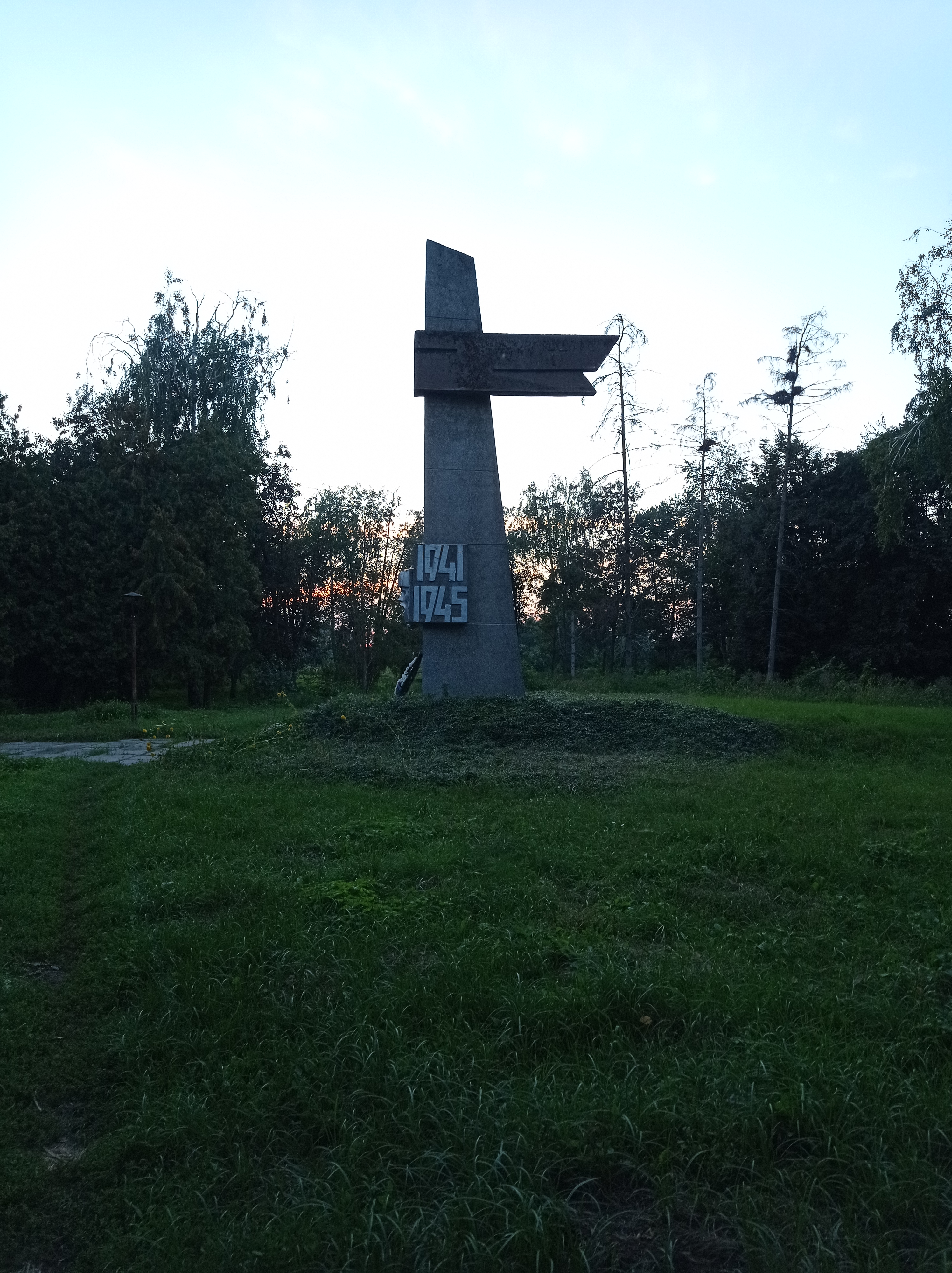
Пам'ятник воїнам, полеглим у Другій світовій війні
Пам'ятник воїнам, полеглим у Другій світовій війні
Пам'ятник Невідомому солдату
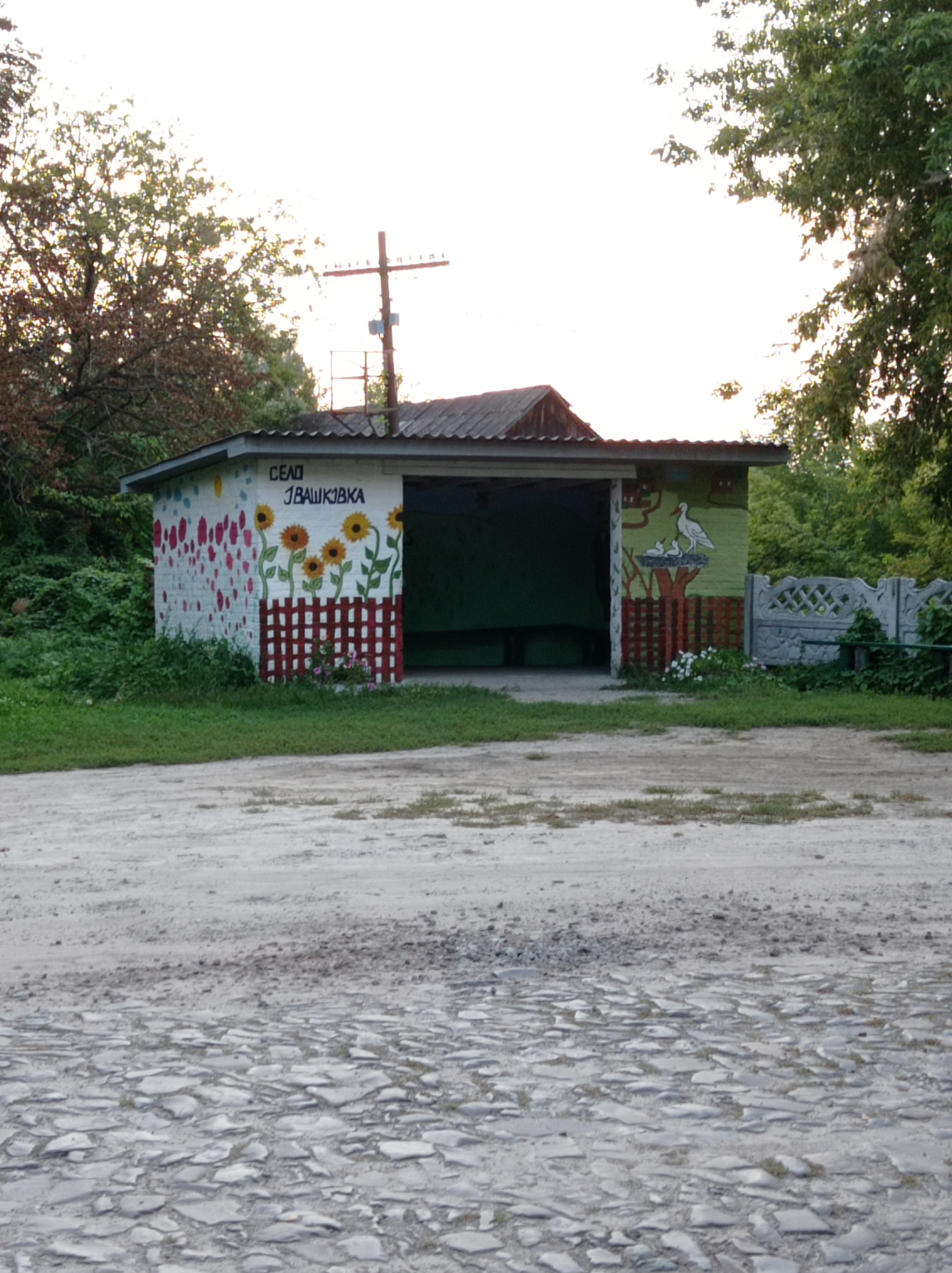
Автобусна зупинка
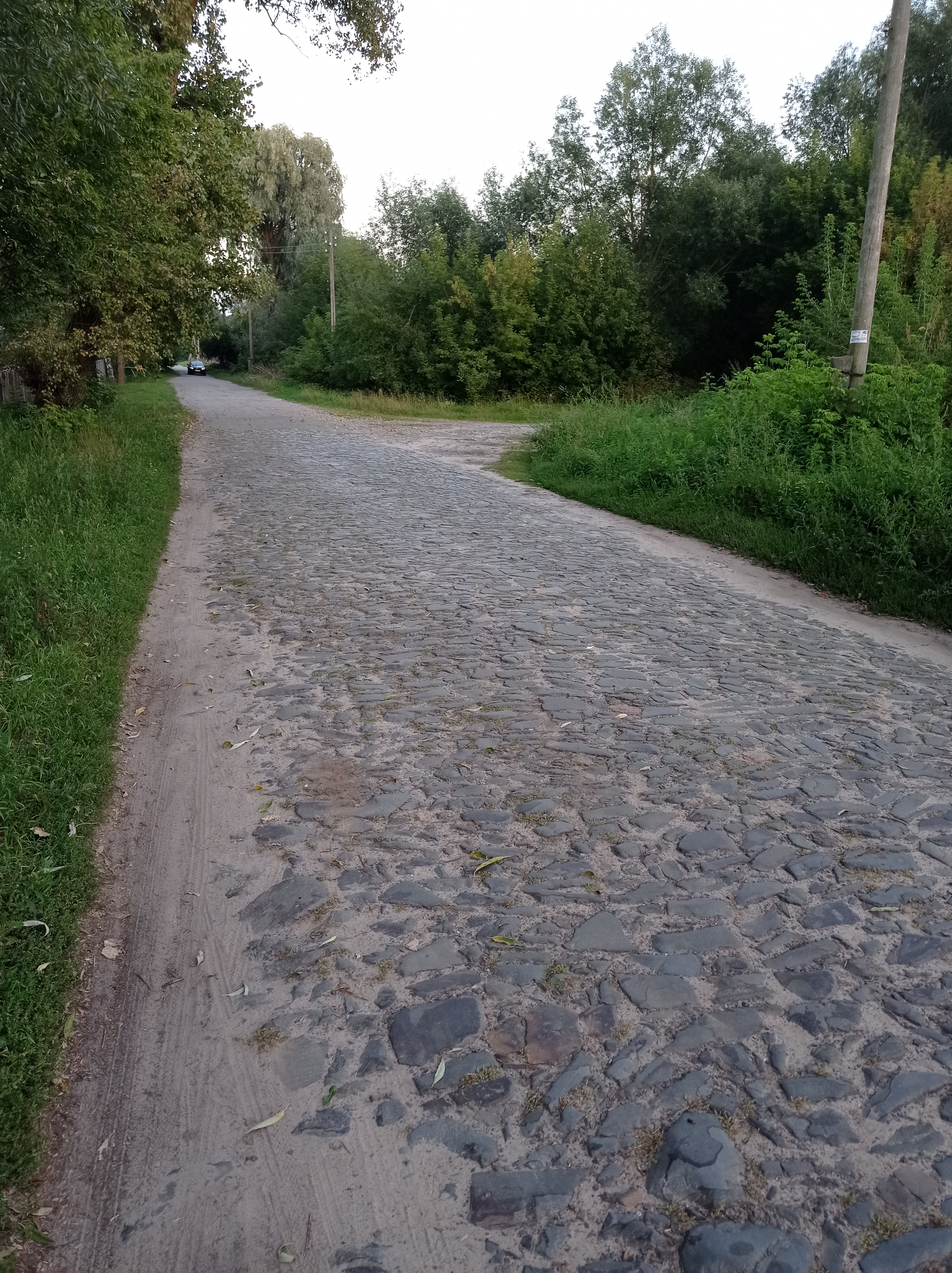
Частина доріг вимощена бруківкою
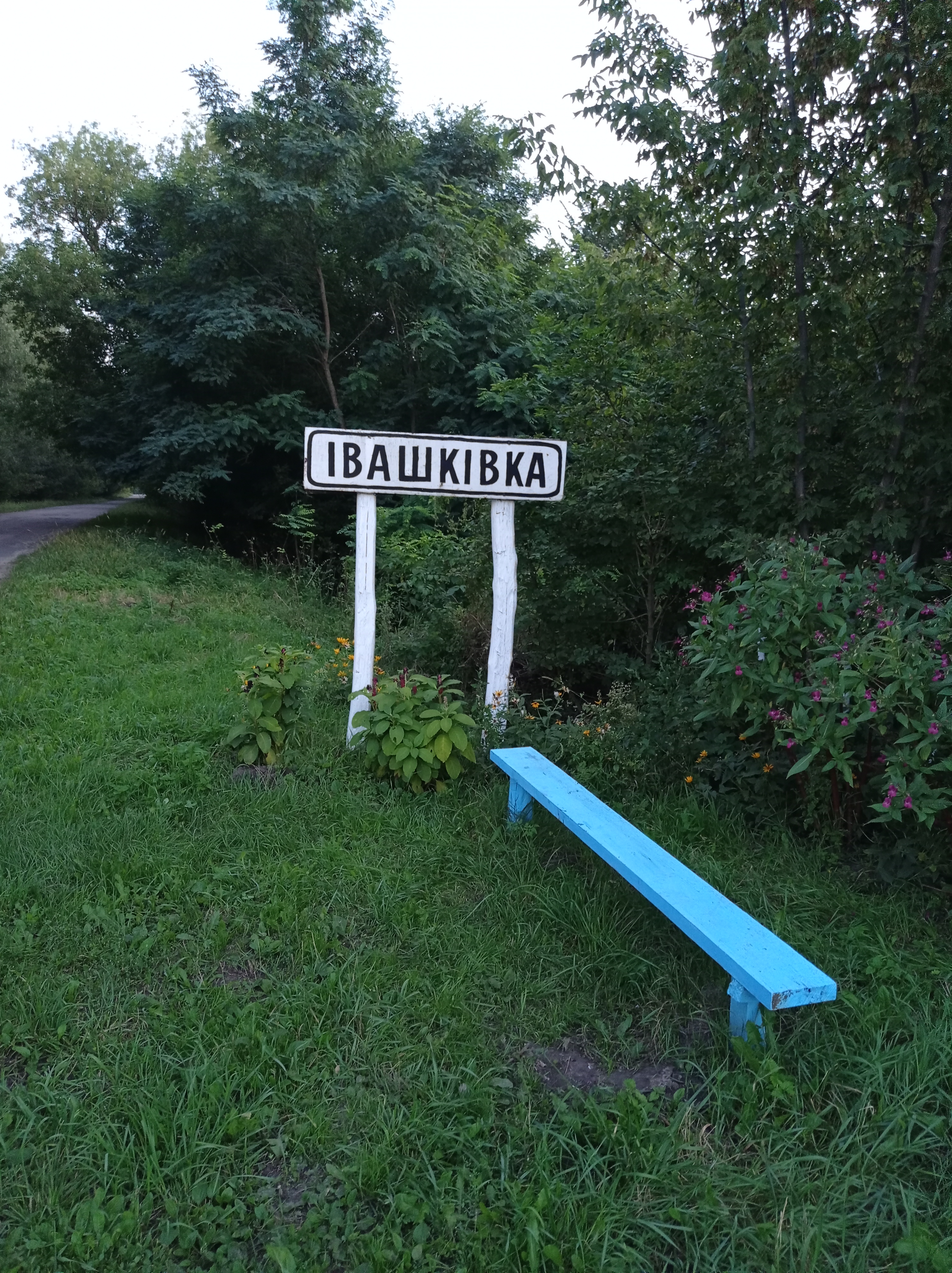
Табличка з назвою села
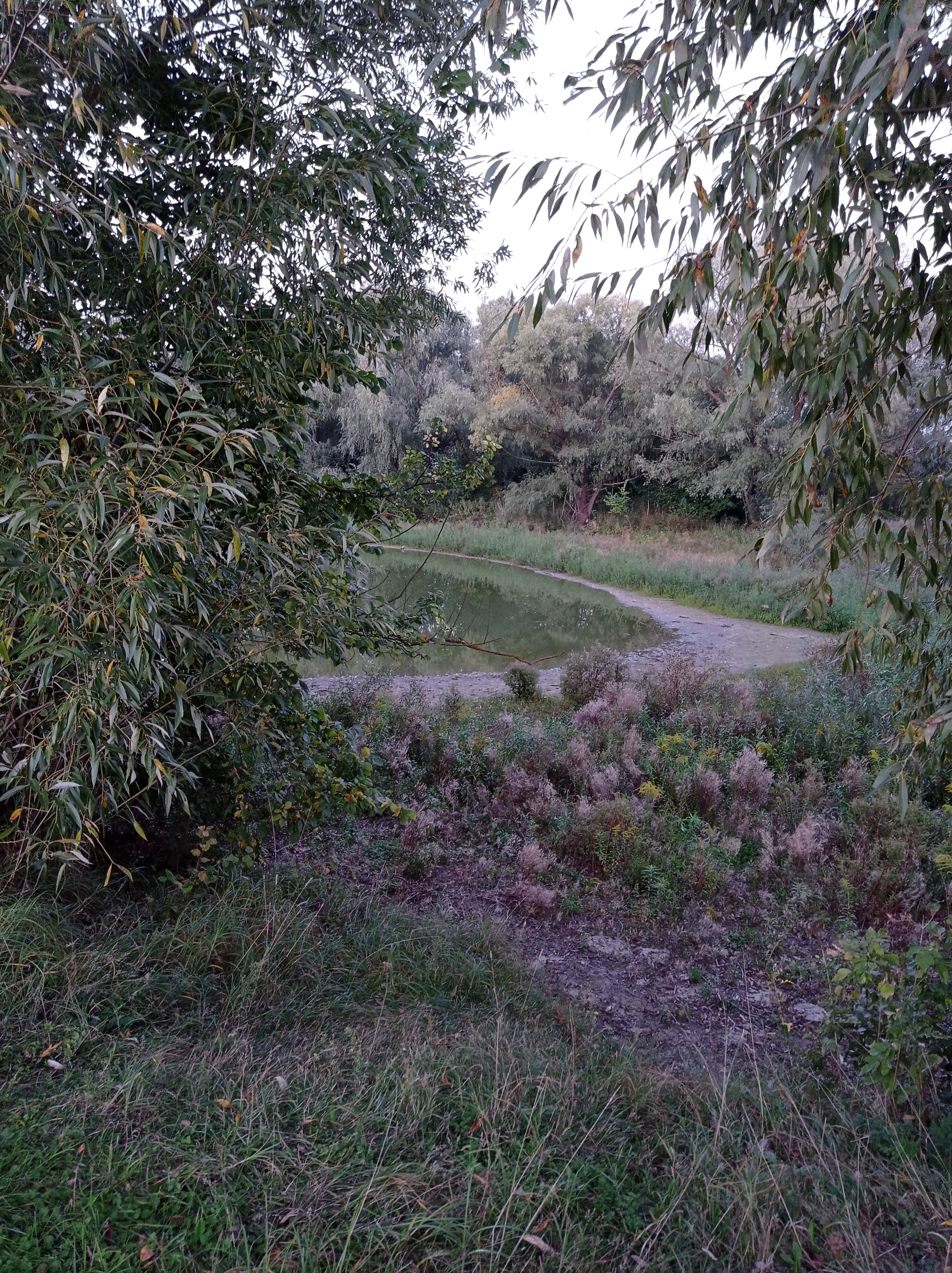
Ставок
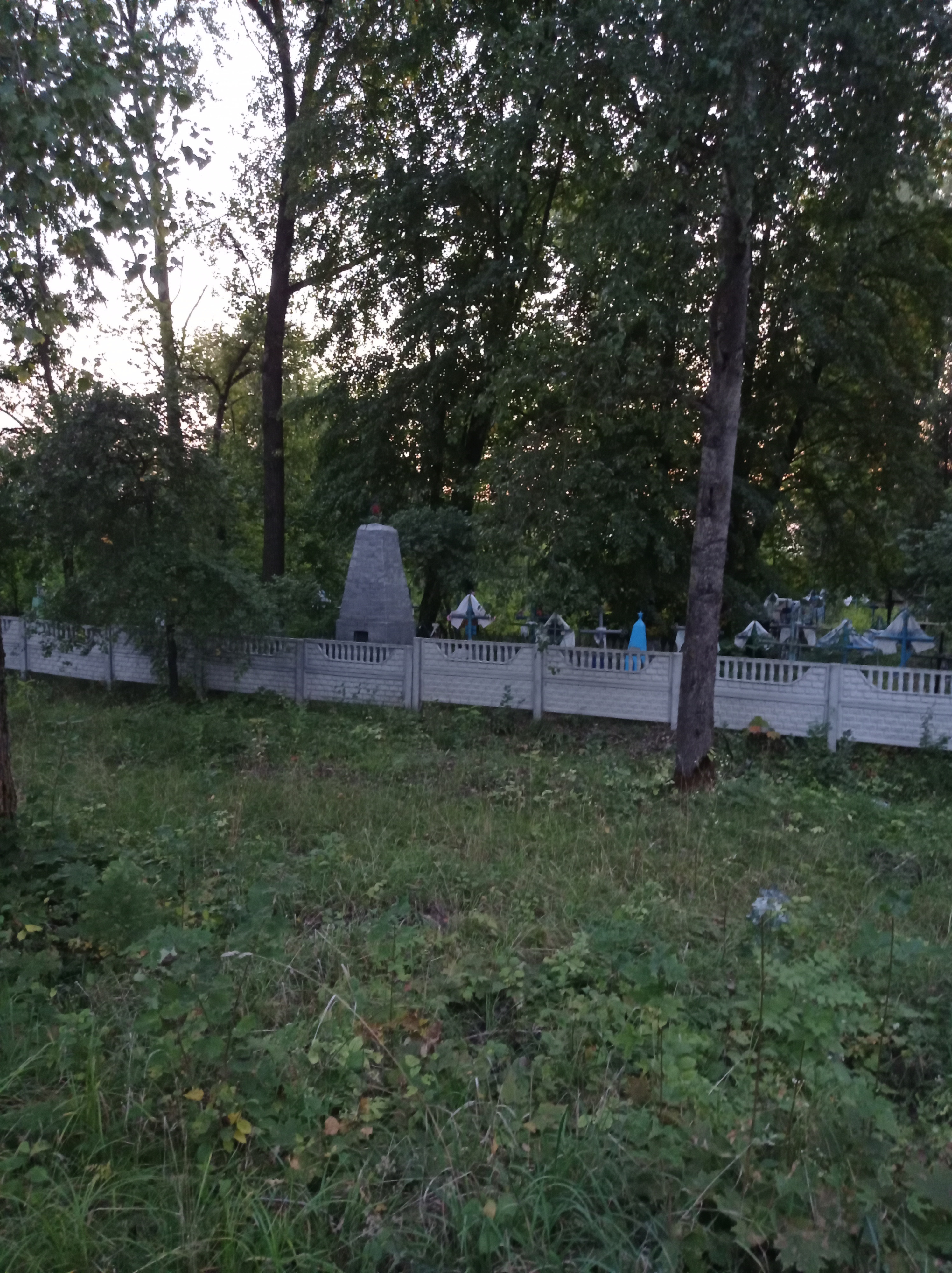
Кладовище